# Dan Christie Kingman

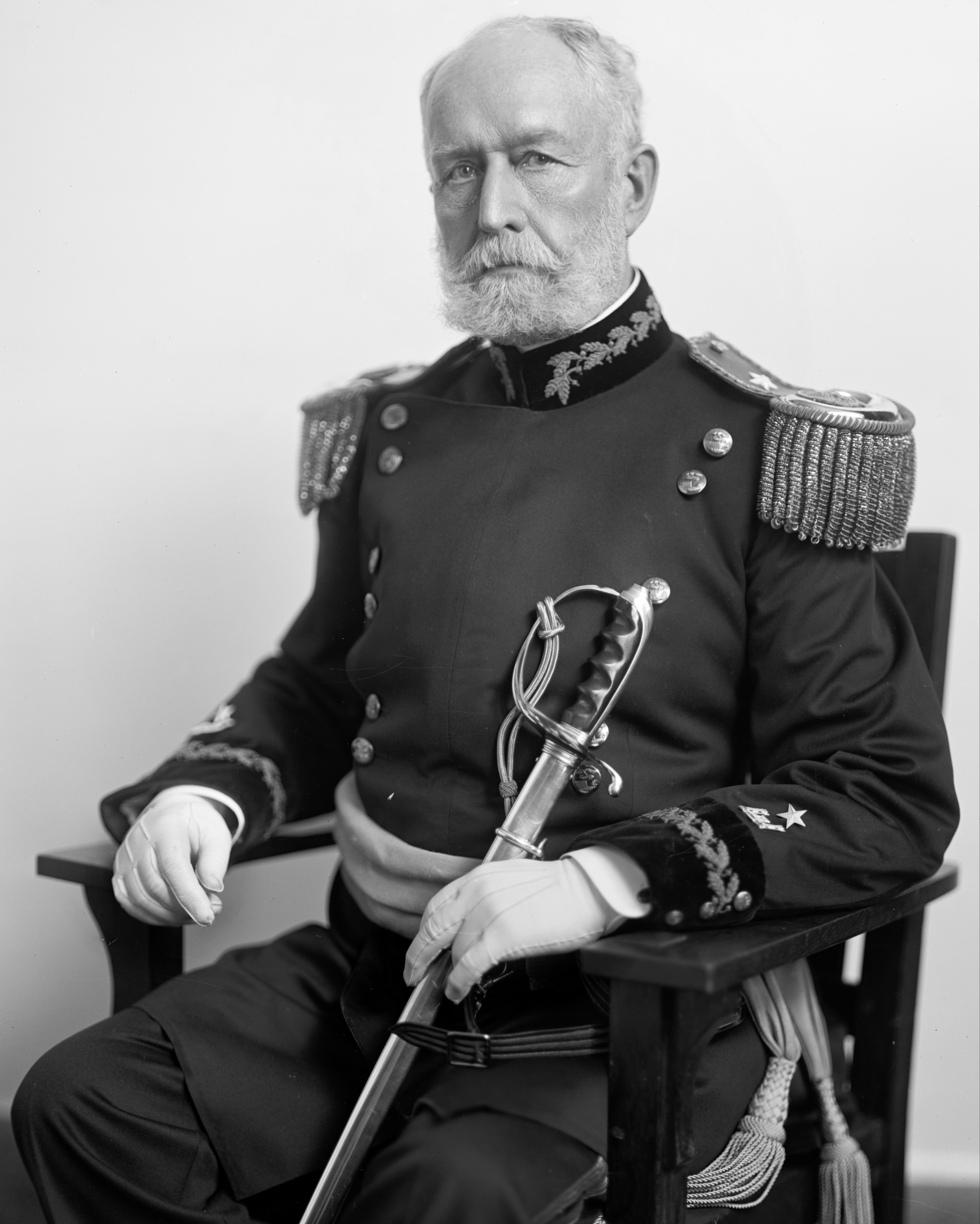
Dan Christie Kingman

Dan Christie Kingman (* 6. März 1852 in Dover, Strafford County, New Hampshire; † 14. November 1916 in Atlantic City, Atlantic County, New Jersey) war ein Brigadegeneral der United States Army. Er war unter anderem Kommandeur des United States Army Corps of Engineers (COE).
In den Jahren 1871 bis 1875 durchlief Dan Kingman die United States Military Academy in West Point. Nach seiner Graduation wurde er als Leutnant den Pionieren (Engineers) zugeteilt. In der Armee durchlief er anschließend alle Offiziersränge vom Leutnant bis zum Brigadegeneral.
In seinen jüngeren Jahren absolvierte er den für Offiziere in den niederen Rangstufen üblichen Dienst in verschiedenen Pioniereinheiten und Standorten in den Vereinigten Staaten. Als Pionier (Engineer) gehörten der Hochwasserschutz, der Ausbau von Hafenanlagen, deren militärische Verteidigungseinrichtungen, Flussregulierungen sowie der Bau von Schleusen und Stauwerken, Kanälen und Leuchttürmen zu seinem Aufgabenbereich.
Kingman begann seine Laufbahn als Dozent an der Militärakademie in West Point, die er kurz zuvor als zweitbester Absolvent seines Jahrgangs absolviert hatte. Danach wurde er zu den Pionieren im Department of the Platte versetzt. Das Hauptquartier befand sich in Fort Omaha unweit der Stadt Omaha in Nebraska. In den Jahren 1883 bis 1886 war er für die Pionierarbeiten im Yellowstone-Nationalpark zuständig. Dazu gehörte unter anderem der Bau von Straßen und Brücken. In dem Gebiet wurde der Kingman Pass nach ihm benannt.
Von 1886 bis 1890 war Dan Kingman der verantwortliche Pionieroffizier für das untere Tal des Mississippi Rivers. Dabei stand  der Hochwasserschutz im Vordergrund seiner Arbeiten. Im Jahr 1890 wurde sein Einsatz während eines Hochwassers von der Legislative des Staates Louisiana ausdrücklich gewürdigt. Seine nächste Versetzung führte Kingman zum Ontariosee, wo er zwischen 1891 und 1895 für den Ausbau und die Befestigung von Hafenanlagen verantwortlich war. Es folgte eine weitere Versetzung an den Tennessee River. Seine Aufgaben waren ähnlich wie die in seiner früheren Mission am unteren Mississippi. Zusätzlich war er an der Planung einer von privaten Investoren gebauten Stau- und Schleusenanlage in Chattanooga beteiligt.
Zwischen 1901 und 1905 war Kingman in Cleveland im Bundesstaat Ohio tätig. Dort war er als leitender Offizier des COE für den Ausbau der Hafenanlagen zuständig. Anschließend kommandierte er von 1906 bis 1913 den Bezirk Savannah und die Southeast Division des COE.
Im Oktober 1913 wurde Dan Kingman als Nachfolger von William Trent Rossell neuer Kommandeur des gesamten COE. Diesen Posten hatte er bis zum 6. März 1916 inne. In diese Zeit fiel die Fertigstellung des Panamakanals. Allerdings war das COE an dessen Bau nur am Rande beteiligt. Einige der dortigen leitenden Ingenieure hatten aber zuvor dem Corps angehört. Dan Kingman starb nur wenige Monate nach seiner Pensionierung am 14. November 1916 in Atlantic City und wurde auf dem amerikanischen Nationalfriedhof Arlington beigesetzt.